# Senegalesische Dattelpalme
Als Senegalesische Dattelpalme (Phoenix reclinata) wird eine Palmenart bezeichnet, die zur Gattung Phoenix innerhalb der Familie der Palmengewächse (Arecaceae) gehört.

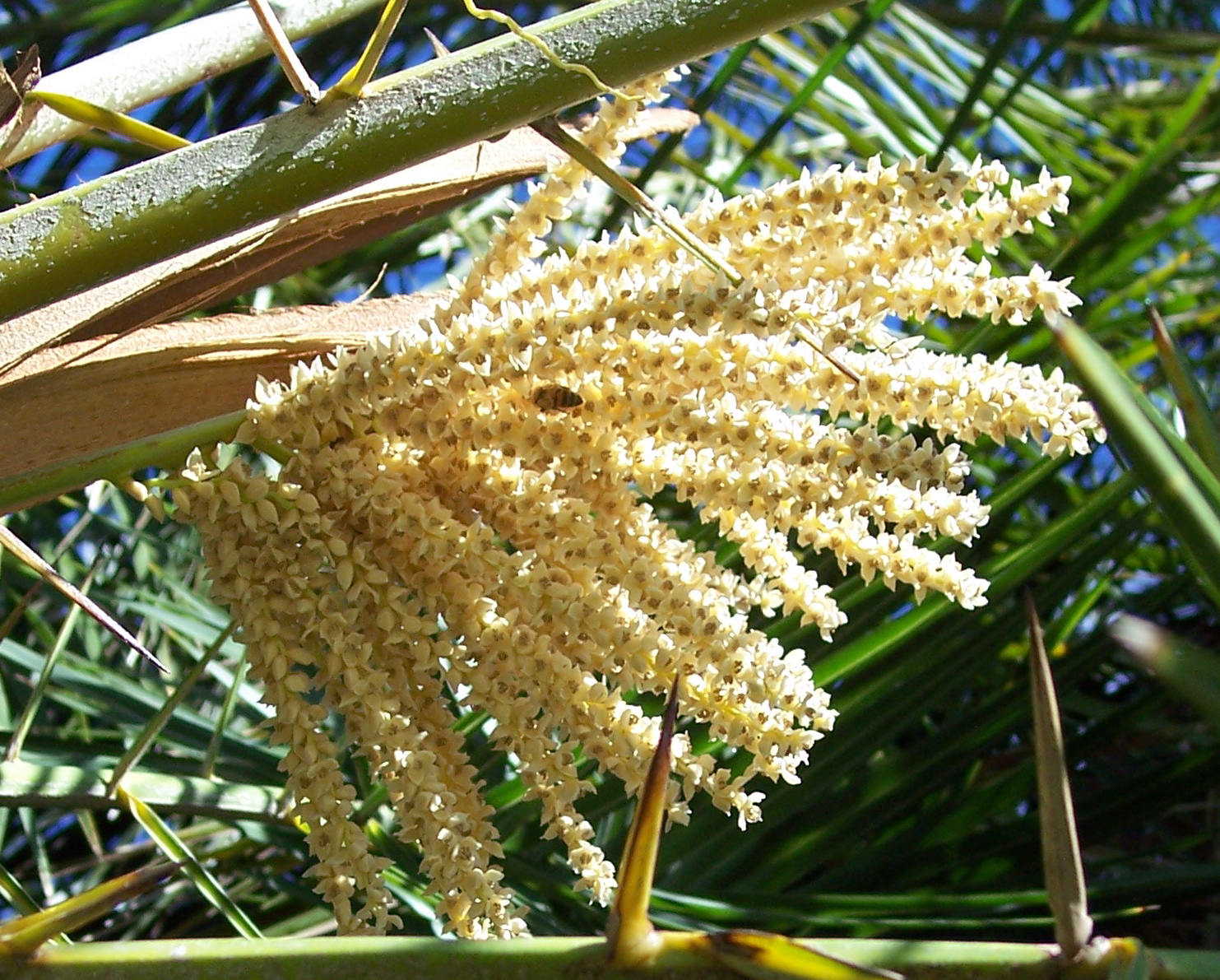
Blütenstand

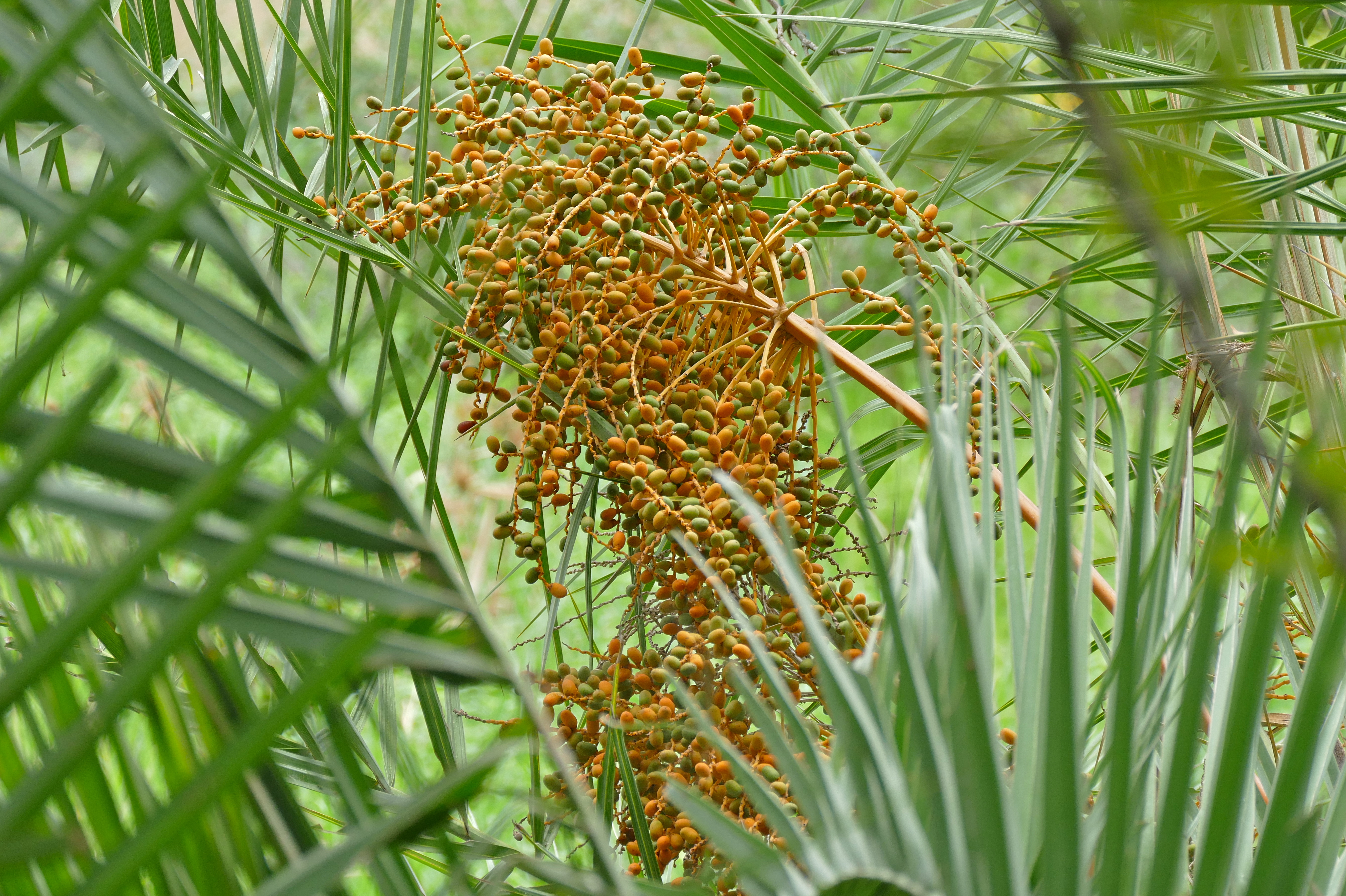
Fruchtstand

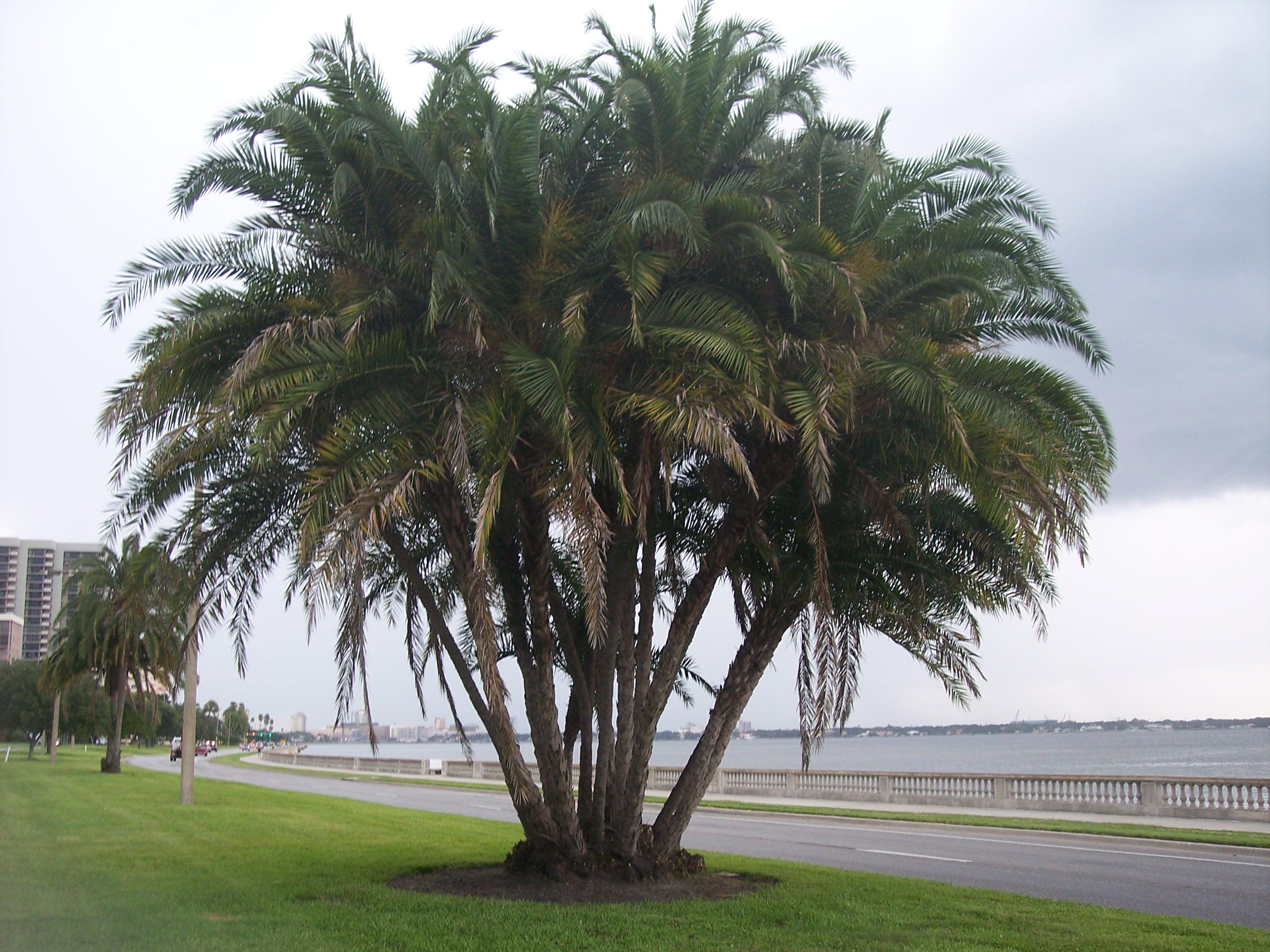
Die Senegalesische Dattelpalme (Phoenic reclinata) in Florida

## Beschreibung
Die Senegalesische Dattelpalme wächst mehrstämmig und wächst normalerweise bis zu Wuchshöhen von acht Metern und Stammdurchmessern von 10 bis 15 cm heran. Auffallend sind ihre langen, schmalen, mit großen Stacheln versehenen Fiederblätter (Wedel). Obwohl diese zum Schutz vor Wildfraß vorgesehen sind, sind sie kaum wirksam. Allgemein erinnert sie an die Kanarische Dattelpalme, jedoch sind beispielsweise die Stämme meist verbogen, was ihr auch den botanischen Namen reclinata eingebracht hat.
Die anfangs grünen Früchte verfärben sich bei zunehmender Reife von orange bis rötlich braun; sie weisen eine Länge von 12 bis 18 mm und einen Durchmesser von 7 auf 8 mm auf.

## Vorkommen
Die Senegalesische Dattelpalme kommt vor allem auf den Komoren und Madagaskar, aber auch in fast ganz Afrika außer im Norden vor. Sie wurde außerdem eingeführt in Vietnam, Florida, Trinidad-Tobago, Pureto Rico, auf den Bermudas und in Tunesien.

## Taxonomie
Die Senegalesische Dattelpalme wurde 1809 durch Nicolaus Joseph von Jacquin in Fragmenta Botanica Band 1, Seite 27, Tafel 24 als Phoenix reclinata erstveröffentlicht.

## Verwendung
Diese Art kann sehr hohen Temperaturen trotzen, jedoch ist sie sehr frostanfällig. Ebenso kann diese Palme durch die buschartige Verwachsung der Stämme eine erstaunliche Regeneration vorweisen. Die Senegalesische Dattelpalme kann auch als Zimmerpflanze verwendet werden.